# Riders of the Pony Express
Riders of the Pony Express è un film del 1949 diretto da Michael Salle.
È un western statunitense con Ken Curtis, Shug Fisher e Cathy Douglas.

## Produzione
Il film, diretto e sceneggiato da Michael Salle, fu prodotto da D.A. Anderson e Richard Kay. tramite la Kayson Productions e girato nel Russell Ranch a Thousand Oaks e a Lancaster, California.

## Distribuzione
Il film fu distribuito negli Stati Uniti dal 13 maggio 1949 al cinema dalla Screencraft Pictures.

## Promozione
Le tagline sono:
- Re-Capture The Thrills Of The Pony Express Days!
- DANGER and HEROISM In The Days Of The PONY EXPRESS!